# Saurorhynchus
Saurorhynchus è un genere di pesci ossei estinti, appartenente ai condrostei. Visse nel Giurassico inferiore (Sinemuriano - Toarciano, circa 195 - 183 milioni di anni fa) e i suoi resti fossili sono stati ritrovati in Europa e in Nordamerica.

## Descrizione
Questo pesce era molto simile al ben noto e più antico Saurichthys, e come quest'ultimo possedeva un corpo slanciato e sottile, che ricordava quello di un'aguglia attuale. Solitamente gli esemplari di Saurorhynchus erano lunghi circa mezzo metro, ed erano sensibilmente più piccoli di Saurichthys, del quale si conoscono anche esemplari lunghi oltre un metro e mezzo. La testa di Saurorhynchus era sottile e allungata, e terminava in un rostro acuminato formato da mascella e mandibola di eguale lunghezza. I denti erano conici e appuntiti. La pinna dorsale e la pinna anale erano di forma triangolare e situate in posizione arretrata; la pinna caudale era omocerca. Il corpo era quasi privo di scaglie, eccezion fatta per una regione lungo i fianchi, nella zona occupata dalla linea laterale. 
Saurorhynchus era caratterizzato da un'apertura delle narici stretta e allungata; la mascella era fortemente compressa dorsoventralmente e ventralmente era incurvata sotto l'orbita, in modo tale che il contatto con la premascella si trovasse in un angolo. Al contrario del genere Saurichthys, la parte posteriore della mandibola di Saurorhynchus era particolarmente robusta.

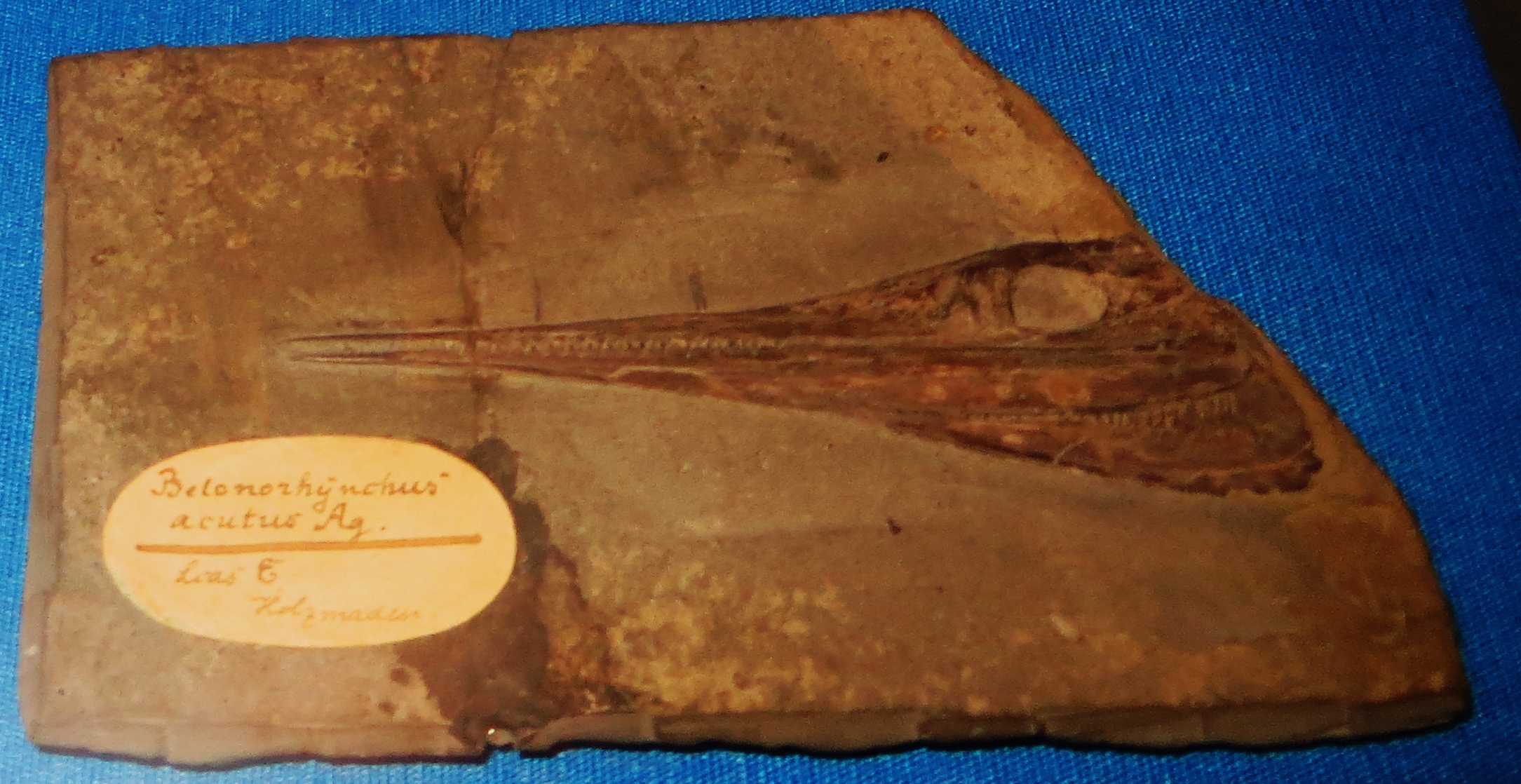
Cranio e mandibola di Saurorhynchus acutus

## Classificazione
Saurorhynchus fa parte dei Saurichthyidae, un gruppo di pesci predatori particolarmente diffusi nel Triassico e di cui Saurorynchus fu l'ultimo rappresentante. Il genere Saurorhynchus venne istituito da Reis nel 1892, e contiene alcune specie di pesci predatori tipici del Giurassico inferiore. 
La specie tipo è Saurorhynchus acutus, descritta per la prima volta da Louis Agassiz nel 1844 come Belonostomus acutus, ed è stata inizialmente ritrovata nella zona di Whitby (Inghilterra) in terreni del Toarciano; successivi ritrovamenti includono fossili provenienti dalla zona di Holzmaden in Baden-Württemberg e in Bassa Sassonia (Germania). Altre specie attribuite a Saurorhynchus sono S. brevirostris, descritta da Arthur Smith Woodward nel 1895 come Belonorhynchus brevirostris e proveniente dal Sinemuriano di Lyme Regis, S. anningae, anch'essa proveniente dal Sinemuriano di Lyme Regis e da Charmouth, e S. hauffi, del Toarciano di Whitby (Inghilterra) e di Holzmaden e Ohmden in Germania. Altri resti attribuiti al genere Saurorhynchus sono stati ritrovati in Alberta (Canada).

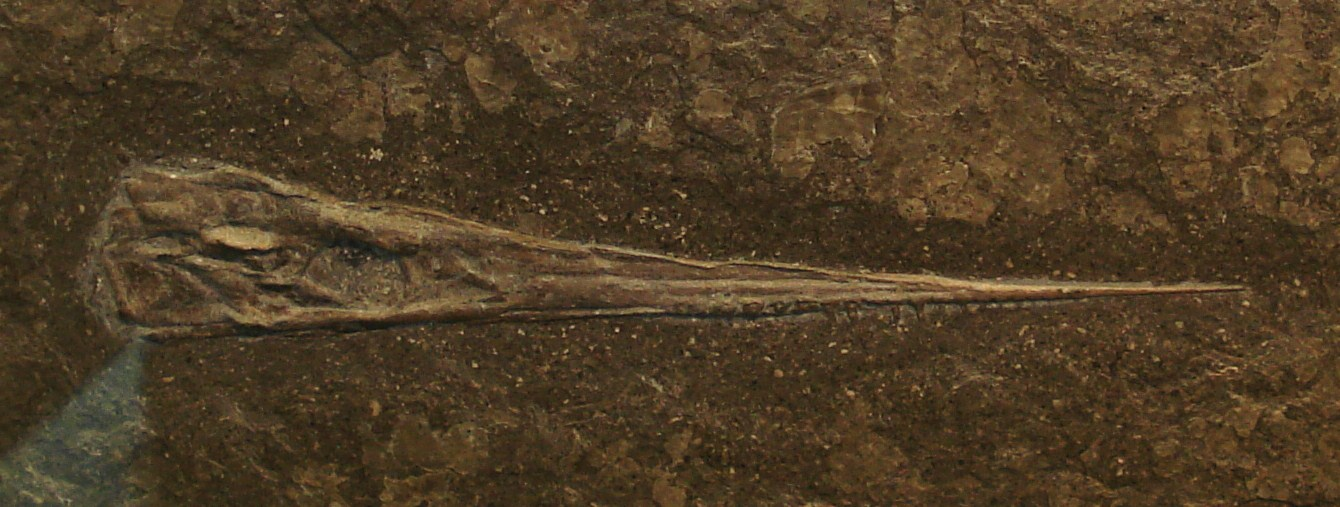
Cranio di Saurorhynchus brevirostris

## Paleoecologia
Saurorhynchus è noto solo in sedimenti di origine marina, costiera e lagunare, ed è probabile che fosse un vorace predatore, anche se doveva occupare una posizione inferiore rispetto a quella di Saurichthys nella catena trofica.